# جامعة إلينوي في إربانا-شامبين
جامعة إلينوي في إربانا-شامبين (بالإنجليزية: University of Illinois at Urbana–Champaign)، هي جامعة بحثية عامة تأسست عام 1867، وتعتبر الجامعة الرئيسية والأولى ضمن مجموعة جامعات إلينوي. تهتم كثيرًا بالأبحاث العلمية، وقد أُنشئت في الأصل ضمن برنامج حكومي لدعم التعليم العالي وتطوير الزراعة والصناعة. تعد جامعة إلينوي واحدة من أكبر الجامعات الحكومية من حيث عدد الطلاب المسجلين في الولايات المتحدة مع أكثر من 59,000 طالب.
تضم الجامعة ستة عشر كلية ومعهدًا، وتقدم أكثر من مائة وخمسين برنامجًا دراسيًا في مرحلة البكالوريوس، وأكثر من مائة برنامج في مرحلة الدراسات العليا. تمتلك الجامعة 651 مبنى ممتدة على مساحة 6370 فدانًا (ما يعادل 2578 هكتارًا)، وكان إجمالي ميزانيتها التشغيلية السنوية في عام 2016 يتجاوز ملياري دولار أمريكي. كما تدير الجامعة متنزهًا بحثيًا يضم مراكز ابتكار لأكثر من تسعين شركة ناشئة وشركة متعددة الجنسيات.
تعد جامعة إلينوي في إربانا-شامبين عضوًا في رابطة الجامعات الأمريكية، وتصنف ضمن فئة "الجامعات ذات النشاط البحثي العالي جدًا". بلغ إجمالي الإنفاق على البحث العلمي في الجامعة 652 مليون دولار أمريكي في السنة المالية 2019. كما تمتلك الجامعة رابع أكبر نظام مكتبات جامعية في الولايات المتحدة من حيث عدد المقتنيات. وتستضيف أيضًا المركز الوطني لتطبيقات الحوسبة الفائقة.
يضم خريجو الجامعة وأعضاء هيئتها التدريسية وباحثوها 24 حاصلًا على جائزة نوبل، و27 فائزًا بجائزة بوليتزر، وحاصلَين على ميدالية فيلدز، واثنين من الحاصلين على جائزة تورنغ. تشارك الفرق الرياضية في الجامعة ضمن الدرجة الأولى من الرابطة الوطنية لرياضة الجامعات تحت اسم "المحاربون الإيليني". تنتمي الفرق إلى مؤتمر العشرة الكبار، وقد فازت ثاني أكبر عدد من ألقاب المؤتمر. فاز فريق كرة القدم في الجامعة ببطولة كأس الوردة في أعوام 1947 و1952 و1964، بالإضافة إلى تحقيق خمس بطولات وطنية. كما حصد رياضيو الجامعة 29 ميدالية في الألعاب الأولمبية. وتستضيف الجامعة أيضًا فصولًا لجمعيات الشرف الأكاديمية المرموقة مثل جمعية "فاي كابا فاي" التي تكرم التميز الأكاديمي في جميع التخصصات، وجمعية "بيتا غاما سيغما"، وهي الجمعية الشرفية الدولية لبرامج الأعمال المعتمدة من قبل جمعية تطوير كليات إدارة الأعمال الدولية.

## كليات الجامعة
تضم جامعة إلينوي 17 كلية، هي:
- كلية الزراعة والمستهلك والعلوم البيئية
- كلية العلوم الصحية التطبيقية
- معهد الطيران
- كلية الأعمال
- كلية التربية
- كلية الهندسة
- كلية الفنون الجميلة والتطبيقية
- كلية الدراسات العليا
- كلية علاقات العمل والتوظيف
- كلية الحقوق
- كلية الفنون والعلوم الحرة
- كلية الدراسات العليا لعلوم المكتبات والمعلومات
- كلية الإعلام
- قسم الدراسات العامة
- كلية الطب في إربانا-شامبين
- مدرسة الخدمة الاجتماعية
- كلية الطب البيطري

## من مشاهير الخريجين والأساتذة
بحلول عام 2007 كان 21 من خريجي وأساتذة جامعة إلينوي في إربانا-شامبين قد حصلوا على جائزة نوبل 21، وعشرون منهم قد نالوا جائزة بوليتزر.

### مشاهير الأساتذة
- جون باردين: العالم الوحيد الذي فاز بجائزة نوبل في الفيزياء مرتين (عامي 1956 و1972)، وكانت كلتا المرتين أثناء عمله بجامعة إلينوي.
- أنطوني ليجت: حصل على جائزة نوبل في الفيزياء سنة 2003.
- بول لاوتربر: حصل على جائزة نوبل في الطب سنة 2003.
- دون وويبلز وأتول جين وجون وولش ومايكل شليسنغر (أساتذة بقسم علوم الغلاف الجوي بالجامعة): حصل كل منهم على جزء من جائزة نوبل في السلام سنة 2007 تقديرًا لعملهم مع اللجنة الدولية للتغيرات المناخية.

### مشاهير الخريجين
- برندان آيخ
- جاك كيلبي
- ستيفن إليدج
- نيك هولنياك
- ماجد الحقيل

## الحرم الجامعي

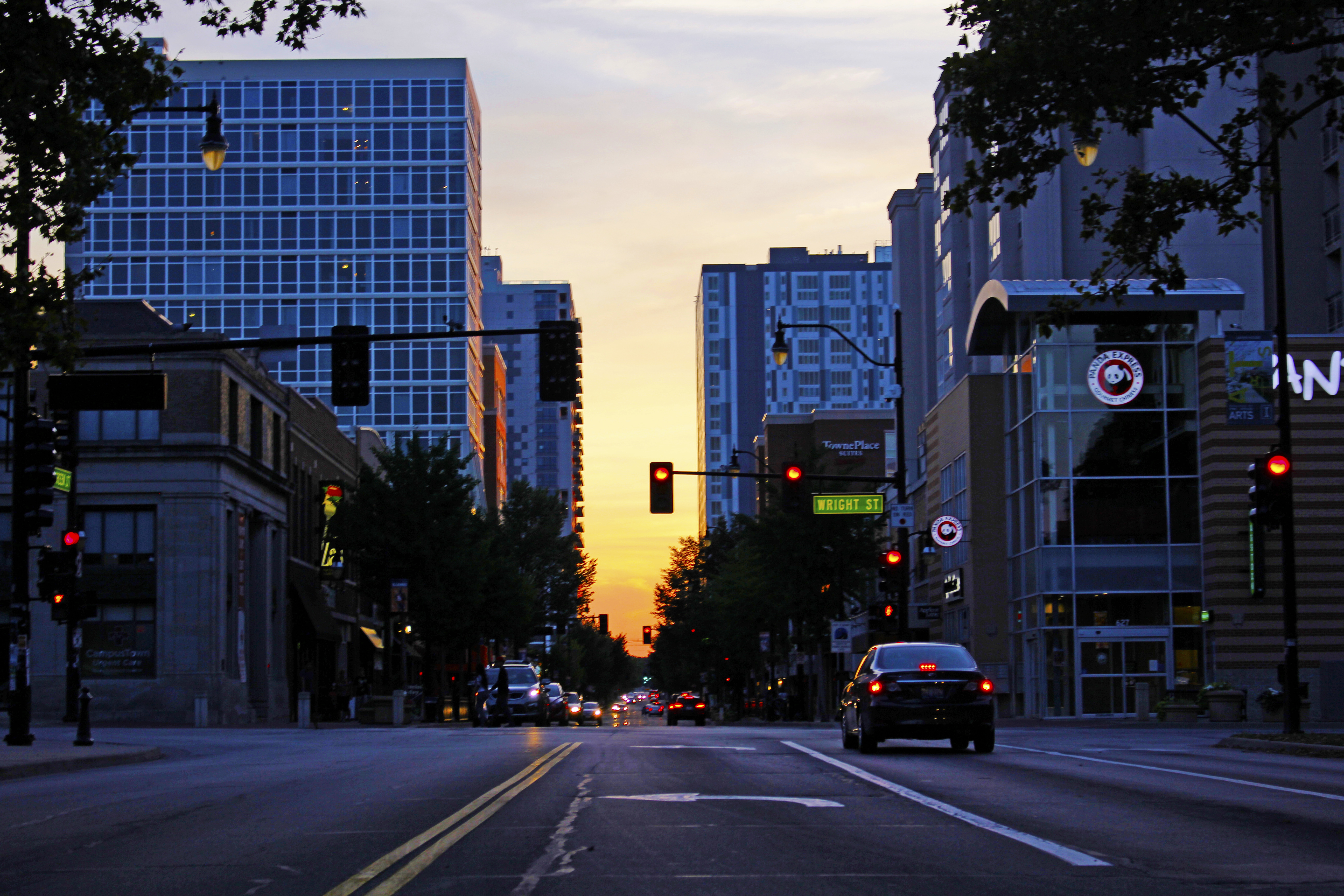
شارع جرين بالجامعة

المباني الرئيسية الخاصة بالجامعة مقسومة بالتساوي تقريبا بين مدينتي اربانا وشامبين، بعض الحقول البحثية الخاصة بكلية الزراعة والدراسات البيئية تقع الي الجنوب من الحرم الرئيسي للجامعة في مقطاعة شامبين وسافوي. كما أن للجامعة مركز مؤتمرات وحدائق في منتزه أليرتون.
تتميز الجامعة بمناظر طبيعية وتصميمات معمارية رائعه كما تحتوي علي العديد من المعالم المشهورة.وتم تصنيفها من 50 حرم جامعي يتم اعتبارهم كقطع فنيه.

## حياة الطلبة

### الالتحاق بالجامعة

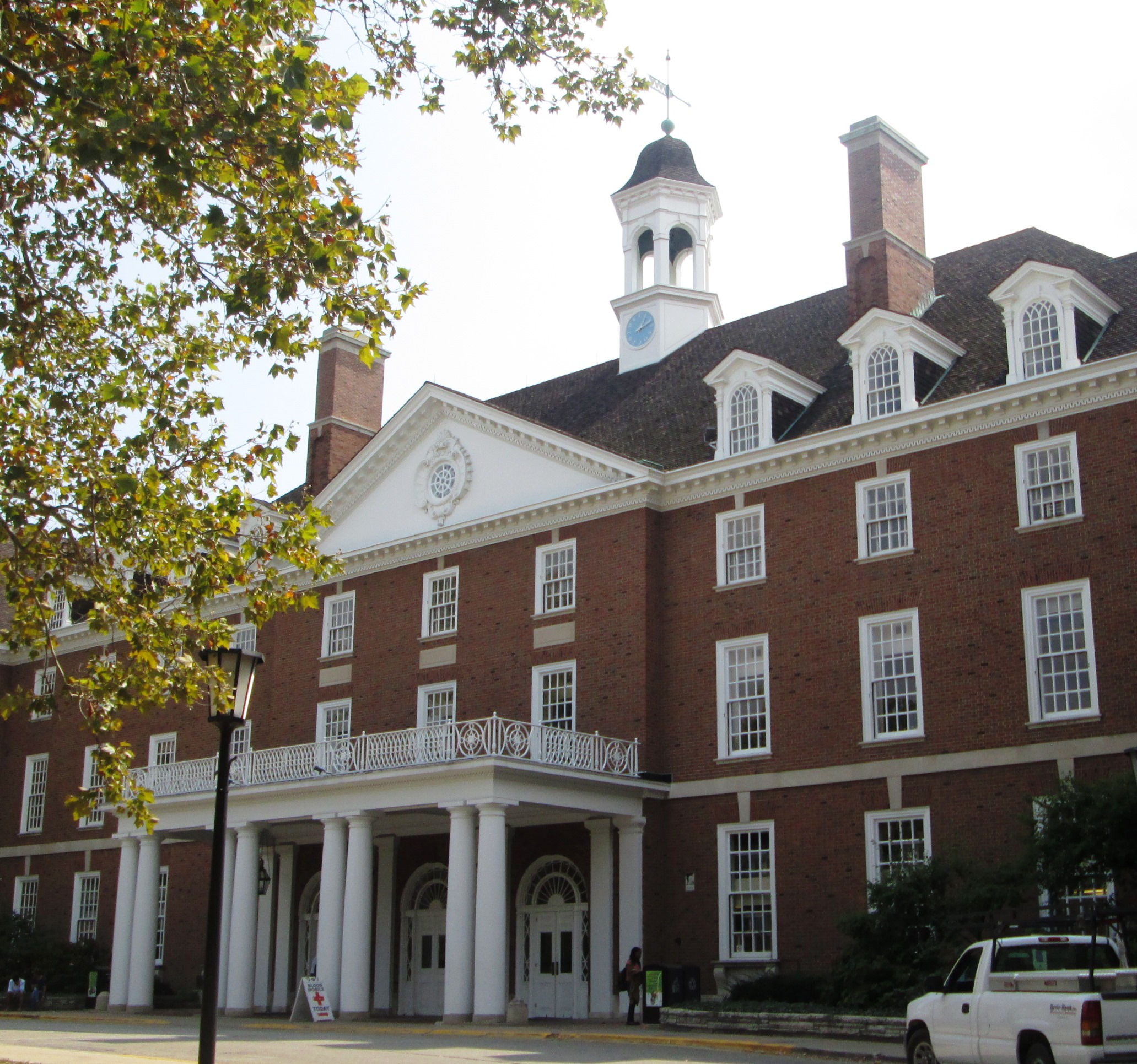
مبني الاتحادات الطلابية المسمي Illini Union

في الفصل الدراسي الشتوي لعام 2015 كان عدد الطلبة المسجلين بالجامعة 44087 طالب, 10000 طالب من خارج الولايات المتحدة منهم 5295 طالب صيني.
يلتحق بالجامعة طلبة من أكثر من 100 دولة من عدد الطلبة البالغ عددهم 32878 بمرحلة الدراسة الجامعية و 10245 بمرحلة الدراسات العليا. نسبة الطلبة من الذكور 55% ومن الإناث 45٪.
تعتبر الصين أكبر دولة يلتحق منها طلبة بالجامعة أكثر من أي جامعة أمريكية أخرى، يليها كوريا الجنوبية ثم الهند.

### المنظمات الطلابية
تحتوي الجامعة علي أكثر من 1000 منظمة طلابية مسجلة نشطة، كل المنظمات تقوم بعرض أنشطتها في بداية كل عام دراسي في 'يوم الكواد' (بالإنجليزية: Quad Day). تصدر الجامعة جريدة تدار بواسطة الطلبة 'اليناي اليومي' (بالإنجليزية: The Daily Illini) وهي تتشر بدءا من سنة 1871.

## وصلات خارجية
- الموقع الرسمي للجامعة على شبكة الإنترنت (بالإنجليزية)